# SreyRam Kuy
SreyRam Kuy (født i Cambodja) er en cambojansk-amerikansk kirurg, som har været engageret med velgørenhedsarbejde især rettet mod amerikanske krigsveteraner. I 2017 blev hun tildelt hædersprisen L'Oréal Women of Worth for sit arbejde.

## Liv og gerning
SreyRam Kuy var knapt to år gammel, da hun blev såret under en bombning, der fandt sted, da hendes familie flygtede fra Cambodja under det omfattende folkedrab, der blev udført af Khmer Rouge-regimet. Heldigvis kunne en frivillig Røde Kors-kirurg redde hendes liv, og SreyRam nåede sikkert til USA med sin familie.
Inspireret af denne oplevelse forfulgte SreyRam en karriere inden for medicin og blev den første kvindelige cambodjanske flygtning til at fungere som kirurg i USA. I dag giver SreyRam gratis kirurgi til lavindkomstpatienter, der behandler alt fra brystkræft til betændte galdeblærer uden opkrævning af betaling. Hendes medfølelse for krigsveteraner førte hende til at samarbejde med Dog Tag Bakery, en organisation der skaber håndlavede bagværk, samtidig med at den giver værdifuld arbejdserfaring til handicappede krigsveteraner og plejere.
Dog Tag Bakery er en nonprofit organisation, der giver sårede amerikanske krigsveteraner, der kæmper for at genindtræde den civile arbejdsstyrke, mulighed for at lære succesfulde forretningskompetencer og opfylde deres drømme om at oprette og drive deres egen småvirksomhed. Under et seks måneders fællesskab lærer veteraner af professorer fra Georgetown University om iværksætteri, finansiering og marketing, og omsætter der efter deres erhvervsuddannelse i praksis. Dog Tag Bakery hjælper amerikanske krigsveteraner at vende tilbage og stå på egne ben og vise verden, at "det handler ikke om din handicap, men din evne."